# Green Line C
| Boeing Vertol USSLRV #3463 in Fahrtrichtung Cleveland Circle, Mai 1987. |                                       |                                    |                                    |
| Spurweite: | 1435 mm (Normalspur)                  |                                    |                                    |
| |                                       |                                    |                                    |
| Typ | Light rail                            |                                    |                                    |
| Ort | Greater Boston                        |                                    |                                    |
| Anzahl Stationen | 22                                    |                                    |                                    |
| Endstationen | Boston North Station Cleveland Circle |                                    |                                    |
| Eröffnung | 23. Oktober 1932                      |                                    |                                    |
| Betreiber | MBTA                                  |                                    |                                    |
| Streckensystem | Green Line                            |                                    |                                    |
| Tgl. Passagiere | 14.579 (werktags)                     |                                    |                                    |
| \| \| \| Green Line E von Lechmere \| \| \| \| \| Orange Line von Oak Grove \| \| \| \| \| Kehranlage North Station \| \| \| \| \| C North Station \| \| \| \| \| Haymarket \| \| \| \| \| Orange Line nach Forest Hills \| \| \| \| \| \| \| \| \| \| Government Center Loop \| \| \| \| \| Blue Line von Bowdoin \| \| \| \| \| B D Government Center \| \| \| \| \| Blue Line nach Wonderland \| \| \| \| \| \| \| \| \| \| \| \| \| \| \| Park Street Loop \| \| \| \| \| \| \| \| \| \| A Park Street Red Line \| \| \| \| \| Boylston \| \| \| \| \| ehem. Pleasant Street Portal \| \| \| \| \| Arlington \| \| \| \| \| Copley \| \| \| \| \| Green Line E nach Heath Street \| \| \| \| \| Hynes Convention Center \| \| \| \| \| Kenmore \| \| \| \| \| Green Line B nach Boston College \| \| \| \| \| Green Line D nach Riverside \| \| \| \| \| \| \| \| \| \| Saint Mary’s Street \| \| \| \| \| Hawes Street \| \| \| \| \| Kent Street \| \| \| \| \| Saint Paul Street \| \| \| \| \| Coolidge Corner \| \| \| \| \| Summit Avenue/Winchester Street \| \| \| \| \| Brandon Hall \| \| \| \| \| Fairbanks Street \| \| \| \| \| Washington Square \| \| \| \| \| Tappan Street \| \| \| \| \| Dean Road \| \| \| \| \| Englewood Avenue \| \| \| \| \| Green Line D von Government Center \| \| \| \| \| Reservoir Yard \| \| \| \| \| C Cleveland Circle \| \| \| \| \| \| \| \| \| \| Betriebsstrecke zur Green Line B \| \| \| \| \| Reservoir \| \| \| \| \| Green Line D nach Riverside \| \| |                                       |                                    |                                    |
| U-Bahn-Strecke (im Tunnel) |                                       | Green Line E von Lechmere          | Green Line E von Lechmere          |
| U-Bahn-Strecke (im Tunnel) · U-Bahn-Strecke (im Tunnel) |                                       | Orange Line von Oak Grove          | Orange Line von Oak Grove          |
| U-Bahn-Blockstelle (im Tunnel) · U-Bahn-Strecke (im Tunnel) |                                       | Kehranlage North Station           | Kehranlage North Station           |
| U-Bahn-Bahnhof (im Tunnel) · U-Bahn-Bahnhof (im Tunnel) |                                       | C North Station                    | C North Station                    |
| U-Bahn-Bahnhof (im Tunnel) · U-Bahn-Bahnhof (im Tunnel) |                                       | Haymarket                          | Haymarket                          |
| U-Bahn-Strecke (im Tunnel) · U-Bahn-Strecke nach links (im Tunnel) |                                       | Orange Line nach Forest Hills      | Orange Line nach Forest Hills      |
| |                                       |                                    |                                    |
| U-Bahn-Abzweig geradeaus und von links (im Tunnel) · U-Bahn-Abzweig geradeaus und von rechts (im Tunnel) |                                       | Government Center Loop             | Government Center Loop             |
| U-Bahn-Strecke (im Tunnel) · U-Bahn-Strecke (im Tunnel) · U-Bahn-Strecke geradeaus (im Tunnel) |                                       | Blue Line von Bowdoin              | Blue Line von Bowdoin              |
| U-Bahn-Bahnhof (im Tunnel) · U-Bahn-Bahnhof (im Tunnel) · U-Bahn-Bahnhof (im Tunnel) |                                       | B D Government Center              | B D Government Center              |
| U-Bahn-Strecke nach links (im Tunnel) · U-Bahn-Kreuzung mit Tunnelstrecke und geradeaus oben (im Tunnel) · U-Bahn-Kreuzung mit Tunnelstrecke und geradeaus oben (im Tunnel) |                                       | Blue Line nach Wonderland          | Blue Line nach Wonderland          |
| |                                       |                                    |                                    |
| U-Bahn-Verschwenkung nach links und nach rechts (im Tunnel) |                                       |                                    |                                    |
| U-Bahn-Abzweig geradeaus und von links (im Tunnel) · U-Bahn-Abzweig geradeaus und von rechts (im Tunnel) |                                       | Park Street Loop                   | Park Street Loop                   |
| U-Bahn-Verschwenkung von links und von rechts (im Tunnel) |                                       |                                    |                                    |
| U-Bahn-Strecke quer (im Tunnel) · U-Bahn-Turmbahnhof mit Tunnelstrecke (im Tunnel) · U-Bahn-Strecke quer (im Tunnel) |                                       | A Park Street Red Line             | A Park Street Red Line             |
| U-Bahn-Haltepunkt / Haltestelle (im Tunnel) |                                       | Boylston                           | Boylston                           |
| U-Bahn-Abzweig geradeaus und ehemals nach links (im Tunnel) · U-Bahn-Strecke quer (außer Betrieb) (im Tunnel) |                                       | ehem. Pleasant Street Portal       | ehem. Pleasant Street Portal       |
| U-Bahn-Haltepunkt / Haltestelle (im Tunnel) |                                       | Arlington                          | Arlington                          |
| U-Bahn-Haltepunkt / Haltestelle (im Tunnel) |                                       | Copley                             | Copley                             |
| U-Bahn-Abzweig geradeaus und nach links (im Tunnel) · U-Bahn-Strecke quer (im Tunnel) |                                       | Green Line E nach Heath Street     | Green Line E nach Heath Street     |
| U-Bahn-Haltepunkt / Haltestelle (im Tunnel) |                                       | Hynes Convention Center            | Hynes Convention Center            |
| U-Bahn-Haltepunkt / Haltestelle (im Tunnel) |                                       | Kenmore                            | Kenmore                            |
| U-Bahn-Strecke Tunnelanfang und quer · U-Bahn-Abzweig geradeaus und nach rechts (im Tunnel) |                                       | Green Line B nach Boston College   | Green Line B nach Boston College   |
| U-Bahn-Abzweig geradeaus und nach links (im Tunnel) · U-Bahn-Strecke quer (im Tunnel) |                                       | Green Line D nach Riverside        | Green Line D nach Riverside        |
| U-Bahn-Tunnelende |                                       |                                    |                                    |
| U-Bahn-Haltepunkt / Haltestelle |                                       | Saint Mary’s Street                | Saint Mary’s Street                |
| U-Bahn-Haltepunkt / Haltestelle |                                       | Hawes Street                       | Hawes Street                       |
| U-Bahn-Haltepunkt / Haltestelle |                                       | Kent Street                        | Kent Street                        |
| U-Bahn-Haltepunkt / Haltestelle |                                       | Saint Paul Street                  | Saint Paul Street                  |
| U-Bahn-Haltepunkt / Haltestelle |                                       | Coolidge Corner                    | Coolidge Corner                    |
| U-Bahn-Haltepunkt / Haltestelle |                                       | Summit Avenue/Winchester Street    | Summit Avenue/Winchester Street    |
| U-Bahn-Haltepunkt / Haltestelle |                                       | Brandon Hall                       | Brandon Hall                       |
| U-Bahn-Haltepunkt / Haltestelle |                                       | Fairbanks Street                   | Fairbanks Street                   |
| U-Bahn-Haltepunkt / Haltestelle |                                       | Washington Square                  | Washington Square                  |
| U-Bahn-Haltepunkt / Haltestelle |                                       | Tappan Street                      | Tappan Street                      |
| U-Bahn-Haltepunkt / Haltestelle |                                       | Dean Road                          | Dean Road                          |
| U-Bahn-Haltepunkt / Haltestelle |                                       | Englewood Avenue                   | Englewood Avenue                   |
| U-Bahn-Strecke von links |                                       | Green Line D von Government Center | Green Line D von Government Center |
| U-Bahn-Strecke · U-Bahn-Betriebs-/Güterbahnhof Streckenanfang · U-Bahn-Strecke |                                       | Reservoir Yard                     | Reservoir Yard                     |
| U-Bahn-Bahnhof · U-Bahn-Strecke · U-Bahn-Strecke |                                       | C Cleveland Circle                 | C Cleveland Circle                 |
| U-Bahn-Abzweig geradeaus, nach links und von links · U-Bahn-Abzweig geradeaus, nach rechts und von rechts · U-Bahn-Strecke |                                       |                                    |                                    |
| U-Bahn-Abzweig quer, nach links und nach rechts · U-Bahn-Abzweig quer, nach links und nach rechts · U-Bahn-Abzweig geradeaus und nach rechts |                                       | Betriebsstrecke zur Green Line B   | Betriebsstrecke zur Green Line B   |
| U-Bahn-Haltepunkt / Haltestelle |                                       | Reservoir                          | Reservoir                          |
| U-Bahn-Strecke |                                       | Green Line D nach Riverside        | Green Line D nach Riverside        |

Die Green Line „C“ oder auch Beacon Street Branch oder Cleveland Circle Branch ist eine U-Straßenbahn und ein Zweig der MBTA-Green Line in der Gegend um Boston im Bundesstaat Massachusetts der Vereinigten Staaten. Auf dieser Strecke verkehren Light-rail-Fahrzeuge auf einer teilweise kreuzungsfreien Strecke in der Mitte der Beacon Street. Die Linie verläuft in Fahrtrichtung Boston North Station ab der Station Kenmore auf den gleichen Gleisen wie die Green Line B und Green Line D. Am anderen Ende der Strecke endet die Strecke am Cleveland Circle, der mit einer Fußgängerbrücke mit der Station Reservoir der Green Line D verbunden ist. Ebenso kann die Station der Green Line B an der Chestnut Hill Avenue gut zu Fuß erreicht werden. Unterirdisch verläuft die Strecke durch die Tunnel Boylston Street Subway und Tremont Street Subway.

## Verkehrsführung

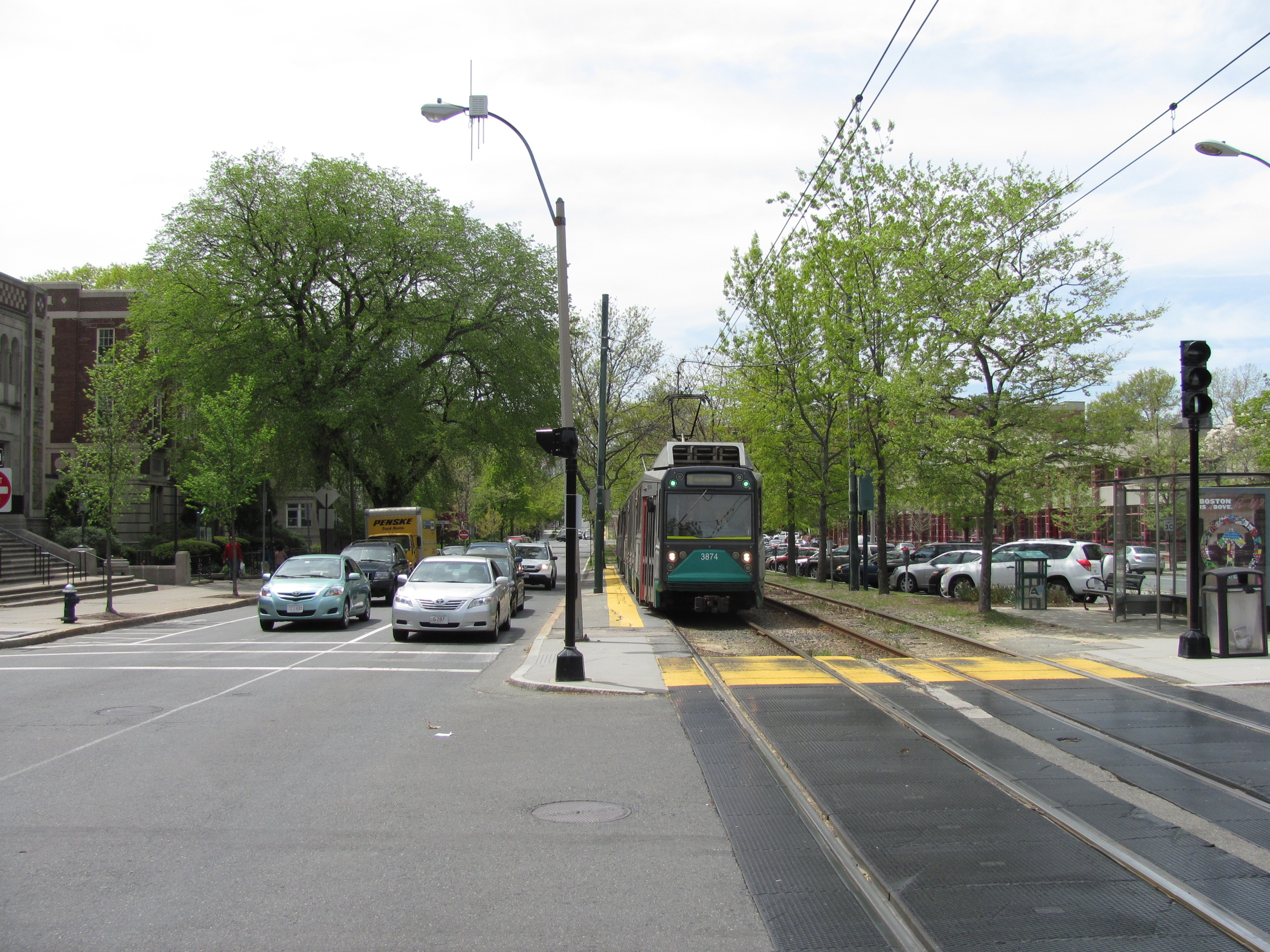
Die Gleise der Green Line C haben eine eigene Fahrspur, jedoch gibt es viele Kreuzungen mit Straßen.

Die Gleise der Green Line C verlaufen auf einer eigenen Spur in der Mitte der Beacon Street in Brookline, jedoch gibt es insgesamt 18 Kreuzungen mit dem Straßenverkehr. An diesen Stellen müssen die Schienenfahrzeuge anhalten und den Anweisungen der Signalanlagen folgen. Die Signalschaltung entlang der Beacon Street könnte theoretisch optimiert und die Geschwindigkeit der Linie deutlich erhöht werden, jedoch sieht die MBTA, die das dafür erforderliche neue technische System bezahlen müsste, dieses Vorhaben als wirtschaftlich nicht rentabel an. Im Jahr 2007 veröffentlichte der Boston Globe Leserbriefe von Passagieren, die sich für die Installation neuer Sensoren auf der Strecke aussprachen, einen Antwortbrief der MBTA, die sich zunächst für eine Datenerhebung im Rahmen einer Studie aussprach, und einen weiteren Leserbrief, in welchem der MBTA das Flüchten in Ausreden vorgeworfen wurde.
Im Januar 2008 stellte die MBTA einen Berater ein, um den Fall zu untersuchen. Im Jahr 2011 überlegte die Stadt Brookline, die MBTA formell um eine Verbesserung der Signalschaltungen zu bitten, um die Züge der Green Line auf der Beacon Street zu beschleunigen.

## Geschichte

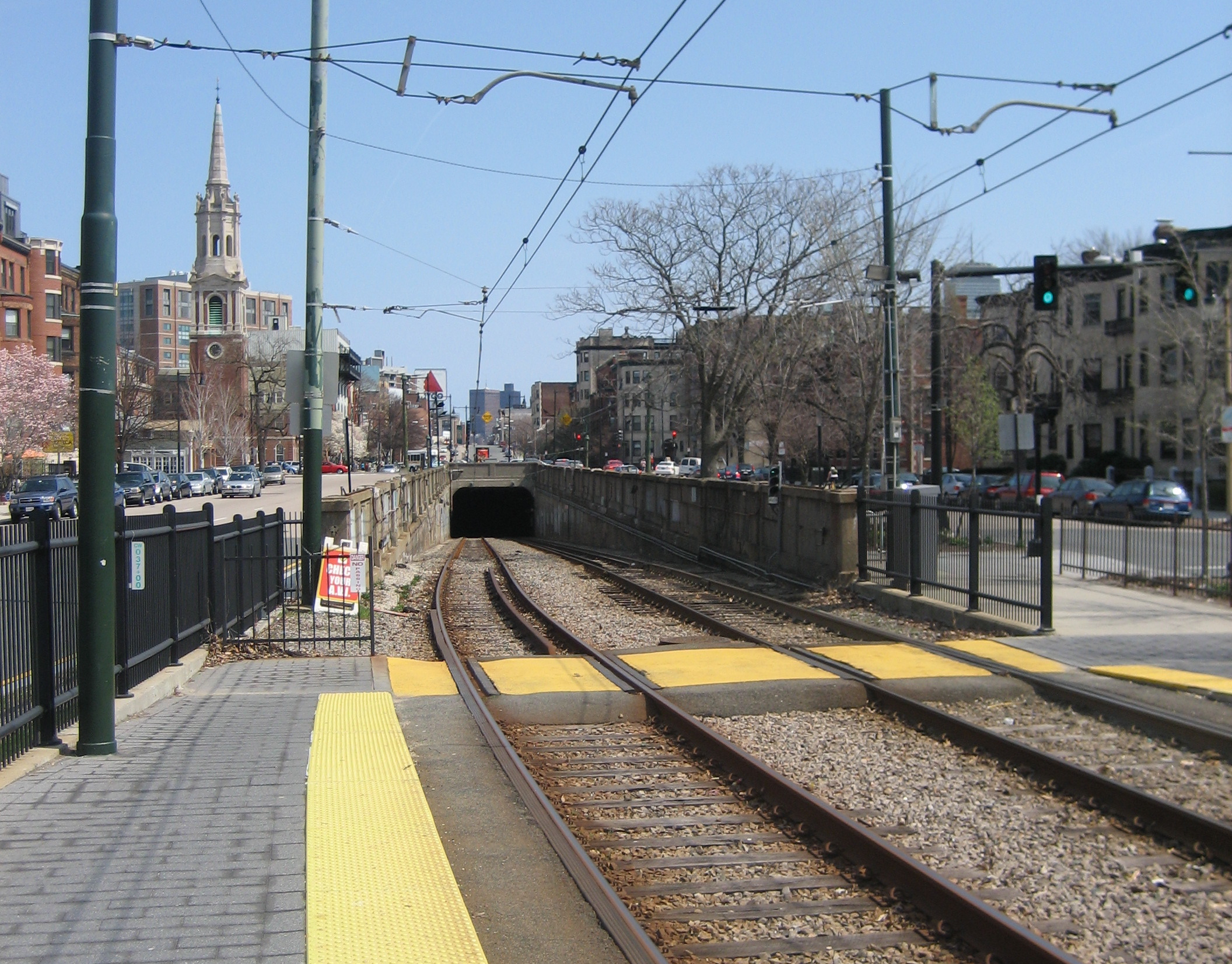
Das St. Mary's Street Portal verbindet die Green Line C mit dem Boylston Street Subway-Tunnel.

Die ersten Gleise auf der Beacon Street wurden im Jahr 1888 verlegt und reichten von der Massachusetts Avenue westwärts bis zum Stadtteil Coolidge Corner in Cambridge. Im darauf folgenden Jahr wurde die restliche Strecke bis zum Cleveland Circle in Boston eröffnet. 1889 fuhr planmäßig die erste elektrisch betriebene Straßenbahn Green Line A auf der Beacon Street von Coolidge Corner ostwärts bis zur Massachusetts Avenue und von dort südlich auf der Boylston Street bis zum Park Square. Im gleichen Jahr wurde die Gleisstrecke auf der Beacon Street bis zum Cleveland Circle elektrifiziert.
An der Station am Washington Square wurde eine weitere Verbindung zur Strecke auf der Beacon Street eingerichtet, so dass Straßenbahnen aus Brookline Village entlang der Washington Street fahren und dann westwärts auf die Beacon Street einbiegen konnten. Diese Linie wurde später nach Norden auf die Chestnut Hill Avenue und nach Westen auf die Commonwealth Avenue bis zur Station Boston College ausgedehnt. Heute wird diese Strecke durch die MBTA-Buslinie Nr. 65 bedient.
Am 1. September 1897 wurde der Tunnel Tremont Street Subway eröffnet und bot der Green Line C die Möglichkeit, über das Boylston Street Portal am Boston Public Garden unterirdisch zu fahren und an der Station Park Street zu wenden. Am 3. Oktober 1914 erweiterte der Boylston Street Subway die unterirdische Streckenführung bis zum Kenmore Square, und schließlich konnte ab dem 23. Oktober 1932 auch die U-Bahn-Station Kenmore angefahren werden. Die heutige Route trug zunächst die Nummer 61, bevor sie 1967 in Green Line C umbenannt wurde.
Die Linie wurde am 7. Februar 1931 von der Park Street bis nach Lechmere erweitert. Seitdem wurde die östliche Endstation mehrere Male gewechselt:
- 20. November 1961: Verkürzung der Linie bis zur North Station, nur Sonntags Weiterfahrt bis Lechmere.
- 25. März 1967: Erweiterung der Strecke bis Lechmere zu jeder Zeit.
- Juni bis September 1968: An Sonntagen Verkürzung bis zum Government Center Sundays, danach wieder zu jeder Zeit bis Lechmere
- 21. März 1980: Verkürzung bis zum Government Center außer zur Hauptverkehrszeit.
- 21. Juni 1980: Erweiterung nach Lechmere zu jeder Zeit.
- 4. April 1981: Verkürzung bis zur Park Street.
- 26. Juni 1982: Erweiterung bis zum Government Center.
- 30. Juli 1983: Erweiterung bis zur North Station.
- 28. März 1997: Verkürzung bis zum Government Center.
- 1. Januar 2005: Erweiterung bis zur North Station.

Mit Stand 2011 endet die Green Line C an der North Station.